# 어은정
어은정(漁隱亭)은 대한민국 전북특별자치도 순창군에 있는 건축물이다. 1990년 6월 30일 전라북도의 문화재자료 제132호로 지정되었다.

## 개요
어은 양사형(1547∼1599)이 조선 명종 22년(1567)에 분가하면서 지은 정자이다.
처음에는 영하정이라 이름지었다가, 후손들이 어은정이라고 이름을 바꾸었다.
양사형은 조선 선조 21년(1588)에 문과에 급제하여 영광군수, 병조정랑을 지냈으며, 임진왜란 때에는 의병을 일으켜 큰 공을 세우고 선무원종공신이 되었다. 죽은 뒤에는 승정원도승지에 봉해졌으며, 순창의 화산서원에 신주를 모시고 있다.
건물은 앞면 3칸·옆면 2칸 규모로, 지붕은 옆면에서 볼 때 여덟 팔(八)자 모양을 한 팔작지붕이다. 정자는 여러 차례 고쳐 지었는데 지금 있는 건물은 1919년에 고쳐 지은 것이다.

## 현지 안내문
어은정은 조선 선조 13년(1580)에 양사형(1547~1599)이 친구들과 시주(詩酒)를 즐기던 곳이다. 정자의 원래 이름은 영하정이었으나, 1919년 보수하면서, 지금의 이름으로 바꾸었다. 어은이나 영하는 모두 양사형의 호다. 구암 양태의 증손인 양사형은 조선 선조 21년(1588)에 과거에 합격한 후 영광군수 등을 지냈으며, 임진왜란(1592) 때에는 의병을 일으켜 왜적을 물리치는데 공을 세워 선무원종공신에 올랐다. 순창의 화산서원이 그의 위패를 모셨던 곳이다.

## 참고 자료
- 어은정 - 국가유산청 국가유산포털